# الصليب الأسود

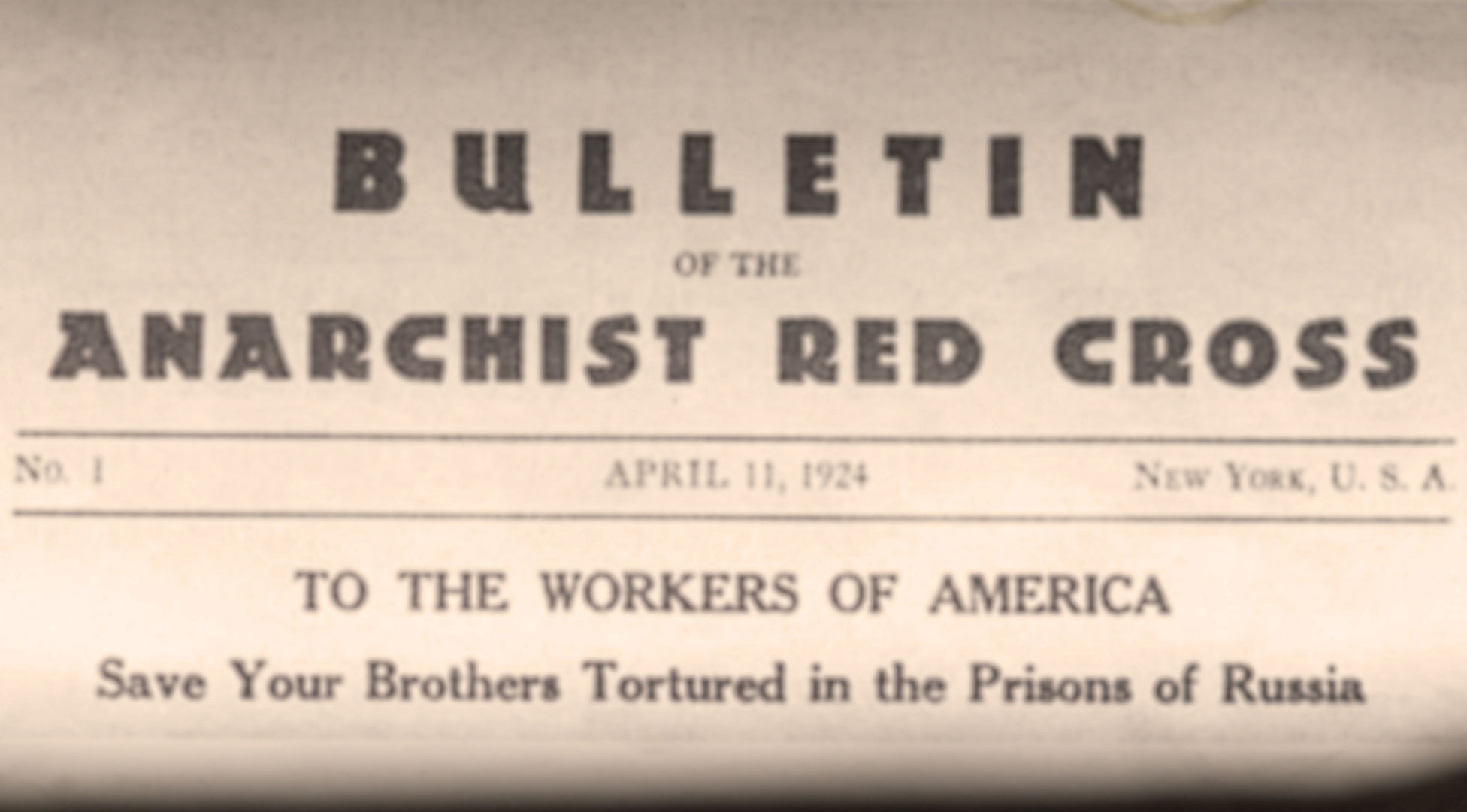

الصليب الأسود، هو منظمة سياسية تحررية (أناركية) داعمة. تعمل الحركة على نشر الثقافة التحررية بين السجناء وتقوم بتوفير الدعم المادي والقانوني لأسرى الصراع الطبقي في جميع أنحاء العالم، وتدعم السجناء السياسيين كما تدعم المنظمة كل الذين يقومون بالعمل الثوري لتحقيق الأهداف التحررية التي تعتبرها أهدافا شرعية.
تأسست المنظمة العام 1900، لمساندة السجناء الفوضويين. ساندت المنظمة الجيوش الثورية التحررية.
Anarchist Black Cross Federation